# Rhi Jeffrey
Rhiannon „Rhi“ Jeffrey (* 25. Oktober 1986 in Delray Beach, Kalifornien) ist eine ehemalige Schwimmerin aus den Vereinigten Staaten. Sie gewann eine olympische Goldmedaille und zweimal Gold bei Schwimmweltmeisterschaften. 

## Sportliche Karriere
Rhi Jeffrey schloss 2004 die Atlantic High School in Delray Beach ab. Danach begann sie ein Studium an der University of Southern California und schwamm für deren Schwimmteam, die USC Trojans.
Bei den Pan Pacific Swimming Championships 2002 in Yokohama gewann Jeffrey eine Silbermedaille mit der 4-mal-100-Meter-Freistilstaffel. Es gewannen die Australierinnen mit 0,45 Sekunden Vorsprung.
2003 bei den Weltmeisterschaften in Barcelona siegte die 4-mal-100-Meter-Freistilstaffel in der Besetzung Natalie Coughlin, Lindsay Benko, Rhi Jeffrey und Jenny Thompson mit 0,74 Sekunden Vorsprung vor den Deutschen und 0,84 Sekunden Vorsprung vor den Australierinnen. Maritza Correia und Gabrielle Rose waren im Vorlauf geschwommen und erhielten ebenfalls eine Goldmedaille. Über 200 Meter Freistil erreichten mit Lindsay Benko und Rhi Jeffrey beide Schwimmerinnen aus den Vereinigten Staaten das Finale, Benko wurde Vierte und Jeffrey Achte. In der 4-mal-200-Meter-Freistilstaffel schwammen im Finale Lindsay Benko, Rachel Komisarz, Rhi Jeffrey und Diana Munz. Sie siegten mit fast drei Sekunden Vorsprung vor den Australierinnen und den Chinesinnen. Im Vorlauf waren Gabrielle Rose und Margaret Hoelzer dabei.
Im Jahr darauf bei den Olympischen Spielen 2004 in Athen schwammen Lindsay Benko, Rhi Jeffrey, Carly Piper und Rachel Komisarz die schnellste Vorlaufzeit. Im Finale waren Natalie Coughlin, Carly Piper, Dana Vollmer und Kaitlin Sandeno über sieben Sekunden schneller als die Vorlaufstaffel und verbesserten den 17 Jahre alten Weltrekord einer Staffel aus der DDR auf 7:53,42 Minuten. Sie siegten mit zweieinhalb Sekunden Vorsprung vor den Chinesinnen. Alle sieben beteiligten Schwimmerinnen aus den Vereinigten Staaten erhielten eine Goldmedaille.
Rhi Jeffrey versuchte 2011 und 2012 ein Comeback, konnte sich aber nicht für die Olympiamannschaft 2012 qualifizieren.